# II Setmana Internacional de Cinema Fantàstic i de Terror
La II Setmana Internacional de Cinema Fantàstic i de Terror va tenir lloc a Sitges entre el 27 de setembre i el 2 d'octubre de 1969 sota la direcció de Pere Serramalera amb la intenció de promocionar el cinema fantàstic i el cinema de terror. Aquesta edició tenia caràcter purament d'exhibició, no hi havia jurat ni es van entregar premis. Hi havia dues seccions, una informativa i l'altra retrospectiva. La inauguració es va fer al Saló Daurat del Palau de Maricel amb la presència de les autoritats locals i del delegat d'Informació i Turisme, mentre que l'Escola Oficial de Cinema organitzava una selecció de curts i la primera trobada de dibuixants d'historieta espanyols. Les projeccions es van fer al Casino Prado Suburense i el pressupost era de mig milió de pessetes.

## Secció Informativa
- Peeping Tom (1960) de Michael Powell
- Fando y Lis (1968) d'Alejandro Jodorowsky (finalment fou prohibida)
- Dràcula, príncep de les tenebres (1966) de Terence Fisher
- La batalla dels simis gegants (1966) d'Ishirō Honda
- Berserk! (1967) de Jim O'Connolly
- Corruption de Robert Hartford-Davis
- The Projected Man (1966) d'Ian Curteis
- Lo spettro (1963) de Riccardo Freda
- The Time Travelers (1964) d'Ib Melchior
- Um Sonho de Vampiros (1969) d'Iberê Cavalcanti
- Rękopis znaleziony w Saragossie (1965) de Wojciech Jerzy Has
- Fantom Morrisvillu (1966) de Bořivoj Zeman
- Snejnaia koroleva (1957) de Lev Atàmanov
- Planeta Bur (1967) de Pavel Kluixantsev
- Metempsyco (1963) d'Antonio Boccaci

## Secció Retrospectiva
- Frankenstein (1931) de James Whale
- Svengali (1931) d'Archie Mayo
- Häxan (1922) de Benjamin Christensen
- Der Student von Prag (1926) de Henrik Galeen
- La Chute de la maison Usher (1928) de Jean Epstein